# Laxne
Laxne is een plaats in de gemeente Gnesta in het landschap Södermanland en de provincie Södermanlands län in Zweden. De plaats heeft 250 inwoners (2006) en een oppervlakte van 40 hectare.